# Hi-5
Hi-5 – dziecięcy zespół australijski grający muzykę pop, powstały w 1998 roku.

## Skład

### Obecni członkowie
- Sun Park
- Stevie Nicholson
- Casey Burgess

### Byli członkowie
- Kathleen de Leon Jones
- Tim Harding
- Charli Delaney
- Kellie Crawford
- Nathan Foley

## Dyskografia

### Albumy studyjne
- Jump And Jive With Hi-5 (1999) - #33 Australia
- It's a Party (2000) - #4 Australia
- Boom Boom Beat (2001) - #3 Australia
- It's A Hi-5 Christmas (2001)
- Celebrate (2002) - #27 Australia
- Hi-5 Hits (2003)
- Hi-5 Holiday (2003) - #26 Australia
- Hi-5 Holiday- Hear it, See it (Limited edition- 2004)
- Jingle Jangle Jingle With Hi-5(2004)
- Making Music (2005)
- Its a Hi-5 Christmas Gift Pack(Limited Edition 2005)
- Wish Upon A Star (2006) - #57 Australia
- Wow! (2007) - #30 - Australia
- Planet Earth (2008) - #25 - Australia